# Parachromadorita stygia
Parachromadorita stygia är en rundmaskart. Parachromadorita stygia ingår i släktet Parachromadorita, och familjen Chromadoridae. Arten är reproducerande i Sverige.